# Olympus E-P1
La E-P1 è una fotocamera digitale prodotta dalla Olympus che rappresenta, 50 anni dopo, una riedizione della PEN, richiamata infatti nel design e nella costruzione interamente in metallo.
È la prima fotocamera digitale mirrorless nella storia della fotografia, tipologia che verrà ripresa negli anni successivi anche da altri produttori di apparecchi fotografici, nonché la prima fotocamera del sistema Olympus-Panasonic Micro Quattro Terzi.

## Tecnologia
Si tratta di una fotocamere digitale che non rientra nelle classificazioni esistenti: non è una reflex, non è una compatta, ma delle due ha determinate caratteristiche.
La PEN delle reflex possiede il sensore 4/3, di formato ampiamente maggiore rispetto a quello delle compatte, e l'intercambiabilità delle ottiche (micro 4/3, 4/3 e, con appositi adattatori meccanici, moltissime altre), ma anche tutte le funzioni operative, gli interventi manuali, le regolazioni automatiche, il bilanciamento del bianco e così via; della compatta ha il modo di inquadrare (da un monitor posteriore)e la compattezza esterna (senza obiettivo). 
Inizialmente può essere acquistata con l'obiettivo zoom Olympus M.Zuiko Digital 14-42 f/3.5-5.6 e con il sottile obiettivo pancake 17 mm f/2.8. Incredibilmente per le misure della fotocamera, sono state incorporate tutte le funzioni della reflex digitale Olympus E-620, con l'aggiunta di molte altre come la modalità di registrazione video HD, che consente di registrare immagini video ad alta risoluzione e con audio stereo. Le riprese video possono essere effettuate con esposizione A e P o con uno degli art filter proposti anche per le fotografie). 
Altra funzione di assoluta novità è quella degli art filter applicabili direttamente in fase di scatto o registrazione video.
Il processore delle immagini è, al momento dell'uscita, il più avanzato in casa Olympus, mentre il sensore è lo stesso della fotocamera professionale E5 e della semiprofessionale E30.
Registra i suoi dati su supporto SD/SDHC; costruita come detto interamente in metallo è disponibile in colori silver e bianco.

## Modello successivo
Dopo soli sei mesi dall'introduzione sul mercato viene presentata la E-P2 in risposta alle critiche giunte, nonostante la generale acclamazione da parte della stampa internazionale, sulla limitazione data dall'assenza di un mirino elettronico od ottico: la E-P2, sostanzialmente identica alla E-P1 quanto a caratteristiche tecniche, presenta in più proprio la possibilità di utilizzare come accessorio un mirino elettronico, oltre ad essere dotata di finiture nere, di due nuovi art filters e della possibilità di registrare video anche con esposizione manuale

## Target di utenza
La Olympus PEN E-P1 è un apparecchio destinato al fotoamatore evoluto che trova in esso una riduzione di peso e dimensioni rispetto a quelli di una normale reflex, ma senza particolari limitazioni operative e con pari qualità dell'immagine fornita. In un'intervista Akiro Watanabe, SLR Planning Department Manager di Olympus Imaging, ha dichiarato espressamente che il Sistema Micro Quattro Terzi è stato sviluppato per incontrare la domanda dei fotografi che hanno necessità di usare una reflex ma ne mal sopportano peso e dimensioni.